# 伊凡·克亞科維奇·加斯皮奇
伊凡·克亞科維奇·加斯皮奇（Ivan Kljaković Gašpić，1984年5月24日—），是一名出生於克羅埃西亞索林的帆船運動員。身高189公分，體重95公斤。

## 參賽紀錄
| 年份 | 賽事           | 主辦城市   | 名次  | 項目       |
| ---- | -------------- | ---------- | ----- | ---------- |
| 2008 | 奧林匹克運動會 | 北京       | 第8名 | 芬蘭型帆船 |
| 2012 | 奧林匹克運動會 | 倫敦       | 第5名 | 芬蘭型帆船 |
| 2016 | 奧林匹克運動會 | 里约热内卢 | 第5名 | 芬蘭型帆船 |

## 外部連結
- 伊凡·克亞科維奇·加斯皮奇的Facebook專頁
- Ivan Kljakovic Gaspic （页面存档备份，存于） - ISAF